# スウォーム
『スウォーム』（The Swarm）は、1978年に公開されたアメリカ合衆国のSFパニック映画。ワーナー・ブラザース作品。

## 評価
オールスターと呼ぶべきキャストを揃えた上、2100万ドルの製作費を費やした大作である。『ポセイドン・アドベンチャー』や『タワーリング・インフェルノ』のヒット作を製作したアーウィン・アレンが、今度は製作兼監督をした作品だが興業的には失敗に終わった。
人々がハチに襲われるシーンの緊張感のなさ、何のために登場しているのかわからない出演者、一目でミニチュアとわかる列車の転覆シーンなど、多くの点で演出の粗さがみられる作品となってしまった。
1992年12月には米国で劇場公開版より40分長い、156分のエクステンデッド版がLDで発売された。日本国内では未ソフト化。エクステンデッド版では、軍部対科学者チームの対立が明確になり、何のために出ているのかわからなかった出演者の役割も明確にわかるものとなった。
第51回アカデミー賞の衣裳デザイン賞にノミネートされた。

## ストーリー
殺人蜂の大群（スウォーム）がブラジルからアメリカに襲来した。ミツバチたちは米軍のミサイル基地を壊滅させ、大都市に迫る。大統領の特命を受けた昆虫学者クレインは……。

## スタッフ
- 監督・製作：アーウィン・アレン
- 原作：アーサー・ハーツォグ「スウォーム」（早川書房、1978）
- 脚本：スターリング・シリファント
- 撮影：フレッド・J・コーネカンプ
- 特撮：L・B・アボット、ハワード・ジェンセン
- 編集：ハロルド・F・クレス
- 音楽：ジェリー・ゴールドスミス

## キャスト
| 役名                           | 俳優                         | 日本語吹替                                                                                |
| 役名                           | 俳優                         | テレビ朝日版                                                                              |
| ------------------------------ | ---------------------------- | ----------------------------------------------------------------------------------------- |
| ブラッドフォード・クレイン博士 | マイケル・ケイン             | 広川太一郎                                                                                |
| サリアス・スレイター将軍       | リチャード・ウィドマーク     | 大塚周夫                                                                                  |
| ハバード博士                   | リチャード・チェンバレン     | 中田浩二                                                                                  |
| ヘレナ・アンダーソン大尉       | キャサリン・ロス             | 鈴木弘子                                                                                  |
| ウォルター・クリム博士         | ヘンリー・フォンダ           | 木村幌                                                                                    |
| モーリーン・シャスター校長     | オリヴィア・デ・ハヴィランド | 寺島信子                                                                                  |
| ベイカー少佐                   | ブラッドフォード・ディルマン | 徳丸完                                                                                    |
| クラレンス・タトル市長         | フレッド・マクマレイ         | 上田敏也                                                                                  |
| フェリックス                   | ベン・ジョンソン             | 緑川稔                                                                                    |
| アンドリュース博士             | ホセ・フェラー               | 大木民夫                                                                                  |
| ジャド・ホーキンス             | スリム・ピケンズ             | 雨森雅司                                                                                  |
| ニューマン                     | モーガン・ポール             | 石森達幸                                                                                  |
| リタ                           | パティ・デューク・アスティン | 杉田郁子                                                                                  |
| ポール                         | クリスチャン・ジュトナー     | 松田辰也                                                                                  |
| 不明 その他                    |                              | 石井敏郎 緒方俊也 有本欽隆 若本紀昭 沢木郁也 芝田清子 向殿あさみ 沢りつお 松永大 土方博一 |
|                                |                              |                                                                                           |
| 演出                           | 演出                         | 春日正伸                                                                                  |
| 翻訳                           | 翻訳                         | 宇津木道子                                                                                |
| 効果                           | 効果                         | 赤塚不二夫/PAG                                                                            |
| 調整                           | 調整                         | 山田太平                                                                                  |
| 制作                           | 制作                         | 日米通信社                                                                                |
| 解説                           | 解説                         | 淀川長治                                                                                  |
| 初回放送                       | 初回放送                     | 1980年10月19日 『日曜洋画劇場』                                                           |

## 関連作品
- 恐怖の殺人蜜蜂（1974）
- キラー・ビー（1976）
- 戦慄の毒蜂軍団（1978）
- ザ・キラー・ビーズ（1978）